# Eric Daman
Eric Daman (Monroe, 21 agosto 1970) è un costumista statunitense.
Conosciuto per esser il costumista di Gossip Girl, è stato anche assistente ai costumisti sul set di Sex and the City per nove episodi nel periodo 2000-2001.

## Biografia
Inizia la sua carriera come assistente di Pat Field proprio nel momento in cui si sta occupando di una delle serie di maggior successo degli ultimi anni vestendo Carrie, Charlotte, Samantha e Miranda di Sex and the City.
Possiede un negozio, il Meatpacking District.
Ha creato la miniserie The Daman Chronicles, trasmessa online nella web di cambio.com, nella quale è il protagonista con il racconto della sua vita professionale.

## Pubblicazioni
- You Know You Want It: Style-Inspiration-Confidence, Clarkson Potter, 2009, ISBN 9780307464583